# Maria Ljunggren Molin
Maria Christina Ljunggren Molin (tidigare Molin), född 7 november 1966 i Bergs församling, Jämtlands län, är en svensk entreprenör och skivbolagsdirektör.

## Biografi
Ljunggren Molin grundade 1990 musikbolaget Lionheart Music Group tillsammans med Bobby Ljunggren. 2007 köpte Universal Music 51 % av aktierna och 2014 köpte de upp hela bolaget. Ljunggren Molin grundade 2017 bolaget Freebird entertainment AB i Stockholm. 2019 grundade hon tillsammans med Jill Johnson bolaget Jimajomo Land AB.